# Sherlock Holmes : Les Mystères de Londres
Pour les articles homonymes, voir Sherlock Holmes (homonymie).
Pour plus de détails, voir Fiche technique et Distribution.
Sherlock Holmes : Les Mystères de Londres (Sir Arthur Conan Doyle's Sherlock Holmes) est un film américain de Rachel Goldenberg sorti directement en DVD en 2010.
C'est un mockbuster du film Sherlock Holmes de Guy Ritchie, sorti peu de temps auparavant.

## Synopsis
C'est le Blitz à Londres en 1940. Un docteur John Watson âgé et malade raconte à son infirmière l'histoire de son enquête la plus complexe avec Sherlock Holmes, qu'ils ont tous les deux juré de ne jamais raconter au public ni adapter dans une des fameuses histoires de Watson.
Le Coronet, un navire transportant l'or des impôts de la couronne est attaqué et détruit par une pieuvre géante. L'or disparait mystérieusement de l'épave. Sherlock Holmes et Watson se rendent sur la côte afin de mener l'enquête, officiellement confiée à l'inspecteur Lestrade.
Durant ce temps, un jeune homme est tué par un tyrannosaure dans Whitechapel. De retour à Londres, Holmes, après avoir lui-même échappé à l'attaque du tyrannosaure dans Hyde Park et avoir analysé les traces, en arrive à la conclusion que les monstres sont artificiels et construits par un génie criminel. Au terme de son enquête, Sherlock Holmes découvre que tous ces événements ne sont que les signes avant-coureurs de la terrible vengeance de Jack Talons-à-Ressort visant non seulement à assassiner la reine Victoria mais à détruire Londres. Le tout en faisant porter le chapeau à l'inspecteur Lestrade avec lequel le génie criminel a un vieux compte à régler.

## Fiche technique
- Titre français : Sherlock Holmes : Les Mystères de Londres
- Titre original : Sir Arthur Conan Doyle's Sherlock Holmes
- Titre à la télévision : Sherlock Versus Monsters (diffusion télé)
- Réalisation : Rachel Goldenberg
- Scénario : Paul Bales, d'après les personnages de Conan Doyle
- Musique : Chris Ridenhour
- Société de production : The Asylum Home Entertainment
- Pays d'origine : États-Unis
- Format : Couleurs - 35 mm - 1,78:1 - Dolby Digital
- Durée : 89 minutes
- Dates de sortie :
  - États-Unis : 26 janvier 2010
  - France : 7 août 2012

## Distribution
- Ben Syder (VF : Gérard Malabat) : Sherlock Holmes
- Gareth David-Lloyd (VF : Cyrille Monge) : le docteur John Watson
- Dominic Keating : Thorpe Holmes
- William Huw : l'inspecteur Lestrade
- Elizabeth Arends : Anesidora Ivory
- David Shackleton : le docteur Watson âgé
- Rachael Evelyn : Lucy Hudson
- Neil Williams : Phineas Stiles
- Dylan Jones : Grolton
- Chris Coxon : John Poole
- Kate Thomas : Sally Fassbinder
- Iago Patrick McGuire : Lees
- Richard Sanderson : le journaliste
- Thomes Jones : le livreur de journaux
- Laith Jawzi : Marin Smith
- Catriona McDonald : Mme Hudson
- Arron Kelly : le lieutenant
- Neill Scullard : le capitaine des gardes
- Madeleine Sansome : la jeune fille
- Dilwyn Parry Jones : le corps
- Richard Hopkins, Phil Powell et Kevin Turner : gardes au palais
- David Lamb, Andrew Gareth Griffiths et Dewi Williams : marins
- Daniel Wood, Ainon Rowlands, James Cooper et Simon Lloyd-Roberts : soldats
- Caoli Jones et Regina Hellmich : infirmières

## Autour du film
- C'est le second film produit par la société Asylum à s'inspirer des écrits d'Arthur Conan Doyle, après Le Seigneur du monde perdu.